# Tom Stallard
Thomas Alexander "Tom" Stallard, född 11 september 1978 i London i England, är en brittisk ingenjör och före detta roddare.
Han tog OS-silver i åtta med styrman i samband med de olympiska roddtävlingarna 2008 i Peking.
Efter den aktiva idrottskarriären har han arbetat för det brittiska Formel 1-stallet McLaren och varit bland annat personlig raceingenjör åt Jenson Button, Stoffel Vandoorne, Carlos Sainz, Jr., Daniel Ricciardo och Oscar Piastri.